# Вулиця Правди (Хмельницький)
Ву́лиця Пра́вди — вулиця, що розташована у центральній частині міста Хмельницький та обмежена вулицею Свободи та вулицею Івана Франка.

## Історія
Вулиця Правди була прокладена згідно з планом забудови міста від 1888 року. Спочатку вона називалась Фабричною через те, що у кінці XIX століття фабрикант Б. Ашкіназі будував у кварталі, що знаходився поряд, чавуноливарний та механічний завод. Цей завод розпочав роботу в 1898 році, зараз він носить назву заводу «Пригма-прес». В 1962 році вулиця змінила назву з вулиці Фабричної на вулицю Правди.